# Abby Elliott
Abigail (Abby) Elliott (New York, 16 juni 1987) is een Amerikaanse actrice, stemactrice en komiek. Ze was van 2008 tot 2012 een castlid op Saturday Night Live en sindsdien speelde in de komedieserie Odd Mom Out en de NBC-sitcom Indebted. Ze is ook de dochter van acteur/komiek Chris Elliott.

## Biografie

### Carrière
Elliott werd geboren als oudste van twee kinderen. Ze is de dochter van Paula Niedert, een talentcoördinator, en acteur/komiek Chris Elliott. Haar grootvader was radiokomiek Bob Elliott en haar jongere zus is actrice Bridey Elliott. Abby en haar zus Bridey zijn allebei opgegroeid in Wilton, Connecticut. Ze ging naar de middelbare school op de Immaculate High School in Danbury, Connecticut, waar ze optrad in toneelstukken en musicals op school. Na haar afstuderen aan de Immaculate High School in 2005, ging ze naar Marymount Manhattan College in New York, maar stopte tijdens haar eerste semester.
Elliott volgde comedylessen bij The Groundlings en begon uiteindelijk te trainen en op te treden in verschillende sketchcomedyshows in het Upright Citizens Brigade Theatre (UCBT) in Los Angeles.
In 2006 verscheen Elliott met ondersteunende rollen voor de pilots You've Reached the Elliotts en Chrissy: Plain & Simple, beide sitcoms met haar vader, Chris Elliott. Toen ze bij UCBT was, trad ze vaak op met de sketchgroep The Midnight Show. Ze heeft ook af en toe comedy uitgevoerd met haar zus Bridey. Voordat ze bij de cast van SNL kwam, had Elliott ook gastrollen gespeeld in King of the Hill en Minoriteam. Ze is ook te zien in een aantal Late Night with Jimmy Fallon-sketches zoals "Jersey Floor" en "Studio 6-Bee". Elliott maakte haar filmdebuut met een kleine rol in No Strings Attached en heeft sindsdien ook bijrollen in de films High Road en Fun Size gespeeld.
Na het verlaten van SNL in 2012 heeft Elliott gastoptredens gedaan in televisieprogramma's zoals 2 Broke Girls, How I Met Your Mother, Happy Endings en Inside Amy Schumer. Van 2015 tot 2017 speelde ze mee in de serie Odd Mom Out. In 2020 speelde ze in de sitcom van Fran Drescher Indebted op NBC.
Als stemactrice had Elliot verschillende rollen in animatieseries. In 2006, 2008 en 2012 had ze rollen in de volwassen animatieseries Minoriteam, King of the Hill en Ugly Americans. Haar eerste grote stemrol was als Janna in de Disney-animatieserie Star vs. the Forces of Evil van Daron Nefcy waar ze in 31 afleveringen verscheen van 2015 tot 2019.

### Saturday Night Live
Elliott trad toe tot de cast van SNL halverwege het seizoen 2008-2009 (seizoen 34), in november 2008, na het vertrek van Amy Poehler. Ze is de derde generatie van haar familie die op SNL te zien is geweest (de tweede die werd ingehuurd als castlid en haar ambtstermijn in de show was langer dan zowel haar vader als grootvader). Haar vader, Chris Elliott, was een SNL-castlid tijdens het seizoen 1994-1995 (seizoen 20) en haar grootvader, Bob Elliott, was de helft van het populaire komedieduo Bob & Ray. Bob Elliott speelde mee in een kerstaflevering in het seizoen 1978-1979 (seizoen 4).
Na vier seizoenen op SNL werd Elliott vóór het 38e seizoen uit de show gelaten.

### Persoonlijk leven
In 2010 had Elliott een relatie met Saturday Night Live-collega Fred Armisen. Ze beëindigden hun relatie in september 2011. Elliott trouwde op 3 september 2016 met televisieschrijver Bill Kennedy. Ze hebben samen een dochter, Edith Pepper Kennedy.

## Filmografie

### Films
Inclusief korte films
| Jaar | Titel                          | Rol                 | Opmerkingen         |
| ---- | ------------------------------ | ------------------- | ------------------- |
| 2006 | You've Reached the Elliotts    | Kristin             | tv-film             |
| 2009 | Thin Walls                     |                     | korte film          |
| 2009 | The Lonely Island: Like a Boss | achtergronddanseres | muziekvideo         |
| 2011 | No Strings Attached            | Joy                 | film                |
| 2011 | My Anime Girlfriend            | Yuruki              | korte film, stemrol |
| 2011 | High Road                      | Monica              | film                |
| 2012 | Fun Size                       | Lara                | film                |
| 2014 | Life Partners                  | Vanessa             | film                |
| 2014 | Teenage Mutant Ninja Turtles   | Taylor              | film                |
| 2014 | Sex Ed                         | Trish               | film                |
| 2014 | Living the Dream               | Annie Parker        | tv-film             |
| 2016 | Better Off Single              | Angela              | film                |
| 2018 | Clara's Ghost                  | Julie Reynolds      | film                |
| 2018 | The Reductress Hour            | Annie Elliott       | tv-film             |
|      | The Adventures of Drunky       |                     | film, stemrol       |

### Series
| Jaar    | Titel                                        | Rol                             | Opmerkingen              |
| ------- | -------------------------------------------- | ------------------------------- | ------------------------ |
| 2006    | Minoriteam                                   | Computer                        | Stemrol, 1 aflevering    |
| 2008    | King of the Hill                             | Hipster Girl, Clerk #1, Melrose | Stemrol, 4 afleveringen  |
| 2008-11 | The Midnight Show                            | N/A                             | 4 afleveringen           |
| 2008-12 | Saturday Night Live                          | Meerdere rollen                 | 81 afleveringen          |
| 2009    | Saturday Night Live: Weekend Update Thursday | Kristen Cavallari               | 1 aflevering             |
| 2009-10 | UCB Comedy Originals                         | N/A                             | 3 afleveringen           |
| 2011-13 | CollegeHumor Originals                       | Cinderella, Channon             | 7 afleveringen           |
| 2012    | Ugly Americans                               | Emily                           | Stemrol, 1 aflevering    |
| 2012    | The Assistant                                | Abby, Abye                      | 4 afleveringen           |
| 2012    | 2 Broke Girls                                | Ruth                            | 1 aflevering             |
| 2013    | Happy Endings                                | Katie                           | 1 aflevering             |
| 2013-14 | How I Met Your Mother                        | Jeanette                        | 5 afleveringen           |
| 2013-14 | Inside Amy Schumer                           | Joselyn, Bree                   | 2 afleveringen           |
| 2014    | Garfunkel and Oates                          | Chevrolet                       | 1 aflevering             |
| 2015-17 | Odd Mom Out                                  | Brooke Von Weber                | 30 afleveringen          |
| 2015-19 | Star vs. the Forces of Evil                  | Janna Ordonia                   | Stemrol, 31 afleveringen |
| 2016    | Difficult People                             | Kayla                           | 1 aflevering             |
| 2016-18 | Home: Adventures with Tip & Oh               | Chelsea                         | Stemrol, 4 afleveringen  |
| 2017    | Its a Hit!                                   | N/A                             | N/A                      |
| 2018    | Alone Together                               | Megan                           | 1 aflevering             |
| 2020    | Indebted                                     | Rebecca                         | 12 afleveringen          |
| 2022    | The Bear                                     | Natalie Berzatto                | N/A                      |

### Optredens als zichzelf/gast
| Jaar    | Titel                                                     | Opmerkingen                                  |
| ------- | --------------------------------------------------------- | -------------------------------------------- |
| 1988    | Late Night with David Letterman                           | Televisieserie, gast, 1 aflevering           |
| 2003    | Late Night with Conan O'Brien                             | Televisieserie, gast, 1 aflevering           |
| 2003-10 | Late Show with David Letterman                            | Televisieserie, gast, 2 afleveringen         |
| 2006-15 | Jimmy Kimmel Live!                                        | Televisieserie, gast, 3 afleveringen         |
| 2007    | Chrissy: Plain & Simple                                   | Tv-special, als zichzelf, 1 aflevering       |
| 2009-11 | Late Night with Jimmy Fallon                              | Televisieserie, gast, 5 afleveringen         |
| 2010    | Saturday Night                                            | Documentaire, als zichzelf                   |
| 2010    | Saturday Night Live in the 2000s: Time and Again          | Documentaire, als zichzelf                   |
| 2010    | A Night of 140 Tweets: A Celebrity Tweet-A-Thon for Haiti | Video short, als zichzelf                    |
| 2011    | Saturday Night Live Backstage                             | Documentaire, als zichzelf                   |
| 2012    | CBS News Sunday Morning                                   | Televisieserie, gast, 1 aflevering           |
| 2012    | Splitting Hairs                                           | Film, als zichzelf                           |
| 2012    | Love You, Mean It with Whitney Cummings                   | Televisieserie, als zichzelf, 1 aflevering   |
| 2012-17 | Watch What Happens: Live                                  | Televisieserie, gast, 3 afleveringen         |
| 2013    | The Jeselnik Offensive                                    | Televisieserie, gast, 1 aflevering           |
| 2014    | Goodbye How I Met Your Mother                             | Documentaire, als zichzelf                   |
| 2015-20 | Today                                                     | Televisieserie, gast, 3 afleveringen         |
| 2016    | Inside Amy Schumer                                        | Televisieserie, als zichzelf, 1 aflevering   |
| 2016    | The Tonight Show Starring Jimmy Fallon                    | Televisieserie, als zichzelf, 1 aflevering   |
| 2016    | The Late Show with Stephen Colbert                        | Televisieserie, als zichzelf, 1 aflevering   |
| 2016-20 | Larry King Now                                            | Televisieserie, gast, 2 afleveringen         |
| 2017    | Wendy: The Wendy Williams Show                            | Televisieserie, als zichzelf, 1 aflevering   |
| 2017    | Late Night with Seth Meyers                               | Televisieserie, als zichzelf, 1 aflevering   |
| 2017    | The $100,000 Pyramid                                      | Spelshow, deelneemster, 1 aflevering         |
| 2017-20 | Ok! TV                                                    | Televisieserie, als zichzelf, 2 afleveringen |
| 2018    | Match Game                                                | Spelshow, als zichzelf, 1 aflevering         |
| 2020    | The Kelly Clarkson Show                                   | Televisieserie, gast, 1 aflevering           |
| 2020    | A Little Late with Lilly Singh                            | Spelshow, als zichzelf, 1 aflevering         |